# 花山水库 (广水)
花山水库是中国湖北省随州市广水市境内的一座水库，位于淮河支流狮河上，建于1966年。水库正常库容为10690万立方米，集雨面积为129平方千米，海拔为237米。